# Guido von Call zu Rosenburg und Kulmbach
Guido von Call zu Rosenburg und Kulmbach, detto anche Guido von Call (Trieste, 6 settembre 1849 – Graz, 12 maggio 1927), è stato un politico, diplomatico e nobile austriaco.

## Biografia

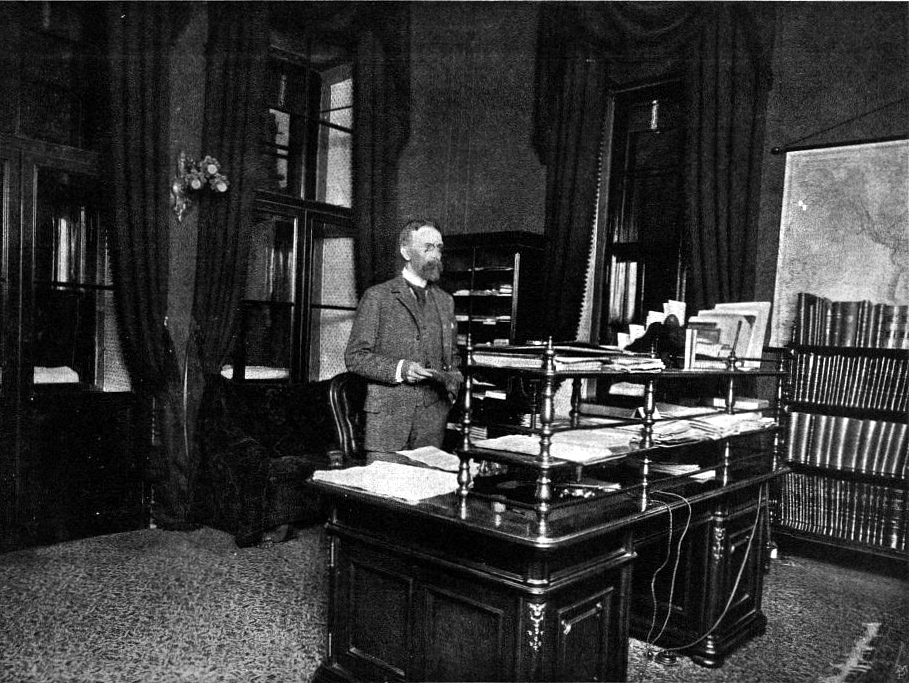
Il ministro von Call nel suo ufficio nel 1901

Guido von Call nacque a Trieste il 6 settembre 1849, nel territorio che all'epoca era ancora parte dell'Impero austriaco. Frequentò lo Schottengymnasium di Vienna e l'Accademia Imperiale e Reale di Lingue Orientali della capitale, entrando poi al servizio del ministero degli esteri austriaco dal 1872. A partire dal 1875 assunse varie funzioni presso l'ambasciata di Costantinopoli, venendo poi trasferito a Berlino (1894) ed a Sofia (1895).
Dal 1900 von Call prestò servizio nel gabinetto liberale borghese di Ernest von Koerber come ministro del commercio. Sotto la sua egida venne realizzato il generoso ampliamento del porto di Trieste e la costruzione delle Tauernbahn e delle Karawankenbahn. Call ottenne inoltre l'approvazione di una nuova legge a tutela dei lavoratori.
Dopo le dimissioni del governo Koerber, von Call prestò servizio brevemente sotto il primo ministro Paul Gautsch nel 1905 e poi divenne il primo capo sezione del ministero degli esteri austriaco guidato da Alois Lexa von Aehrenthal. Nel 1909 venne nominato ambasciatore imperiale in Giappone, rimanendovi sino al 1911. 
Tornato in patria, nel 1916 von Call si trasferì a Graz, dove fu vicepresidente della Steiermärkische Sparkasse dal 1924 al 1927. Morì a Graz nel 1927.